# Erythroneura nudata
Erythroneura nudata är en insektsart som beskrevs av Mcatee 1920. Erythroneura nudata ingår i släktet Erythroneura och familjen dvärgstritar. Inga underarter finns listade i Catalogue of Life.